# 宋翻
宋 翻（そう ほん、生年不詳 - 530年）は、北魏の官僚。字は飛烏。本貫は西河郡介休県。高祖父の宋恭とその弟は広平郡列人県に移り住んでいたので、列人の人とも言う。曾祖父は宋隠。祖父は宋経。父は宋薬師。弟は宋毓（宋世良の父）・宋世景・宋叔集・宋道璵。

## 経歴
吏部尚書の宋弁の族弟にあたる。宣武帝の初年、奉朝請を初任とし、司州治中や広平王郎中令をつとめた。まもなく河陰県令に任じられた。ときに孝文帝の娘の順陽公主の家奴が強盗をおこなったが、順陽公主側がその身柄を送ってこなかったため、宋翻は順陽公主の邸宅を兵で包囲し、順陽公主の夫の馮穆（馮誕の子）を捕らえて炎暑のただ中を向県まで歩かせた。この事件は宣武帝の怒りを買ったが、宋翻は帝に申し開きをしたので、罰せられることはなく、その威名が世間に広まった。
弟の宋道璵が京兆王元愉の下で冀州法曹行参軍をつとめており、508年（永平元年）に元愉が反乱を起こすと、宋道璵も反乱に同調したため、宋翻と弟の宋世景は廷尉に捕らえられた。やがて宋道璵は元愉を捨てて朝廷側に投降した。宋道璵は死罪となったが、宋翻と宋世景は官爵の剥奪にとどまった。長らくを経て、宋翻は治書侍御史・洛陽県令・中散大夫・相州大中正として任用された。さらに左将軍・南兗州刺史に転じた。524年（正光5年）、南朝梁が裴邃らを派遣して荊山を占拠し、寿春の外城を陥落させると、南朝梁の軍は勝勢に乗じて項城まで進軍してきた。宋翻は部将の成僧達を派遣して伏兵を布かせ、南朝梁の軍を襲撃して撃破させたため、南兗州への侵入を防ぐことができた。
孝荘帝のとき、司徒左長史・撫軍将軍・河南尹に任じられた。洛陽統治において、当時の権力者におもねったため、かつての名声を大きく損なった。530年（永安3年）、在官のまま死去した。侍中・衛将軍・相州刺史の位を追贈された。孝武帝の初年、さらに驃騎大将軍・儀同三司・尚書左僕射・雍州刺史の位を贈られた。諡は貞烈といった。
子の宋思遠は、司空従事中郎となった。

## 伝記資料
- 『魏書』巻77 列伝第65
- 『北史』巻26 列伝第14